# Liebe, Liebe usw.
Liebe, Liebe usw. (Originaltitel: Carry On Loving) ist der 20. Film aus der Carry-On-Filmreihe.

## Inhalt
Die moderne Technik hält Einzung im Städtchen Much-Snogging-in-the-Green. In der Partnervermittlungsagentur soll ein Computer die suchenden einsamen Herzen der Stadt zusammenbringen. Betrieben wird die Agentur von Sidney und Sophie Bliss – dem Vorzeigepärchen der Stadt. Die zwei hüten jedoch ein dunkles Geheimnis – sie sind überhaupt nicht verheiratet. Zudem arbeitet der Computer nicht so, wie er soll und die Pärchen werden nicht nach den versprochenen modernsten, sondern nach eher fragwürdigen Methoden zusammengestellt. Das kann nur in einem heillosen Durcheinander enden…

## Bemerkungen
Der Computer, der im Film eine der Hauptrollen spielt, ist im Original aus der Serie Ufo. Stammschauspieler Peter Butterworth hat in diesem Teil der Reihe nur einen einminütigen Auftritt, der auch schon nach einem Tag abgefilmt war.
Kritiker bemängeln die fehlende Geschlossenheit der Handlung und dass der Film zu oversext ist. Jedoch war diese Art des Filmemachens der Zeit geschuldet und die Zuschauer teilten die Kritik (wie so häufig) nicht und machten Liebe, Liebe usw. zu einem erfolgreichen Film.
Die Erstaufführung im deutschsprachigen Raum war am 9. Oktober 1983 auf DFF 2 beziehungsweise am 4. September 1994 auf RTL.

## Kritiken
- „Die spannungslose Parade von Karikaturen auf Partnersuche wird von kindischen Anzüglichkeiten und lahmen Witzchen begleitet.“ – „Lexikon des internationalen Films“ (CD-ROM-Ausgabe), Systhema, München 1997

## Medien

### DVD-Veröffentlichung
- Ist ja irre – Liebe, Liebe usw. MMP/AmCo 2006

### Soundtrack
- Eric Rogers: Carry On Loving. Suite. Auf: What a Carry On! Eric Rogers' & Bruce Montgomery's theme music of the great British Carry On film comedies. vocalion digital, Watford 2005, CDSA6810 – digitale Neueinspielung der Filmmusik in Auszügen durch das Royal Ballet Sinfonia unter der Leitung von Gavin Sutherland